# Сяолинцзы (аэропорт)
Цзиньчжоуский аэропорт Сяолинцзы (кит. упр. 锦州小岭子机场) — аэропорт в районе Тайхэ городского округа Цзиньчжоу провинции Ляонин (КНР). Является аэропортом совместного базирования гражданских и военных самолётов.
Аэродром был построен во время японской оккупации, когда эти места входили в состав марионеточного государства Маньчжоу-го. Впоследствии использовался в качестве военной авиабазы, с 1993 года — аэропорт совместного базирования.